# Григорівка (Донецьк)
Григо́рівка, Стара́ Григо́рівка — колишнє село, підпорядковувалося Донецькій міській раді.

## Загальні відомості
Дата виникнення невідома, на початку 19 сторіччя збудовано церкву (зруйнована радянською владою), діяла земська школа. У середині 19 сторіччя у селі проживало 154 особи. 
На початку 1930-х років органом самоврядування була Григорівська сільська рада.
Село постраждало внаслідок геноциду українського народу, вчиненого урядом СРСР у 1932—1933 роках, кількість встановлених жертв — 218 осіб.
Станом на 2010-ті роки — місцевість Донецька, простягається уздовж вулиць Пухова та Молодіжної, обмежуючись вулицями Купріна і Батенка.